# Sinfisi pubica

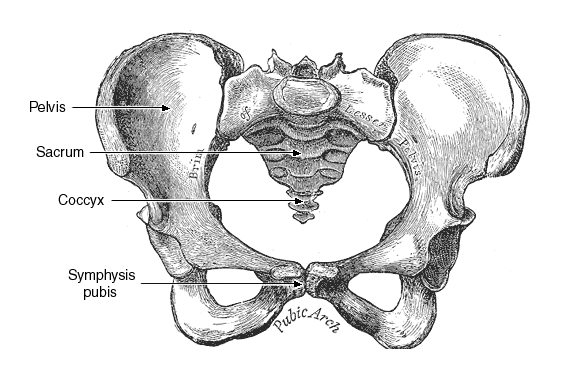
Sinfisi pubica.

La sinfisi pubica è un'articolazione che fa parte delle anfiartrosi, e si attua tra le due ossa pubiche.

## Anatomia

### Superfici articolari
Le superfici articolari che contribuiscono alla costituzione della sinfisi pubica sono le due facce mediali (o sinfisiane) delle ossa pubiche. Sono superfici ovalari ruvide, con piccole creste o papille e altrettanti recessi ricoperte da uno strato sottile di cartilagine ialina. Tra i due strati di cartilagine ialina è presente un disco di fibrocartilagine, chiamato disco interpubico, che presenta spesso al suo interno, e in posizione posterosuperiore, una fenditura, la quale si fa più marcata con l'avanzare dell'età ed è più comune nel sesso femminile.

### Legamenti
Il legamento pubico anteriore è costituito da una serie di fasci di fibre collagene che si incrociano anteriormente all'osso pubico con il tendine del retto del femore e con l'aponeurosi obliqua esterna.
Il legamento pubico posteriore è situato posteriormente al disco interpubico ed è formato da fibre più sottili e meno sviluppate.
Il legamento pubico superiore è un fascio di fibre collagene che collega superiormente le due ossa pubiche inserendosi presso ciascun tubercolo pubico. Assieme al legamento arcuato e al disco articolare è il principale fattore di stabilità della sinfisi pubica.
Il legamento pubico inferiore (o legamento arcuato) si trova invece sulla faccia inferiore del pube, è più spesso del legamento pubico superiore e segue il margine dell'arco pubico collegando inferiormente le due ossa. Alcune sue fibre si fondono con il disco articolare.